# Villallano
Villallano es una localidad y pedanía de la provincia de Palencia, comunidad autónoma de Castilla y León, España, pertenece al municipio de Pomar de Valdivia.

## Ubicación
Situada junto al monte Bernorio, en el pequeño Valle de Valdivia, limítrofe con Cantabria y Burgos.
En su término discurre al tramo final del río Lucio antes de entregar sus aguas al río Camesa al pie del Espacio Natural de Las Tuerces.

## Demografía
Evolución de la población en el siglo XXI
| Gráfica de evolución demográfica de Villallano entre 2000 y 2020   |
|                                                                    |
| Población de derecho (2000-2020) según el padrón municipal del INE |

## Historia
A la caída del Antiguo Régimen la localidad se constituye en municipio constitucional y que en el censo de 1842 contaba con 8 hogares y 42 vecinos, para posteriormente integrarse en Villarén de Valdivia.

## Patrimonio
Iglesia parroquial católica de Santa María la Mayor y ermita de Nuestra Señora de los Remedios.